# Bola del Mundo
Bola del Mundo oder Alto de las Guarramillas ist ein 2265 Meter hoher Gipfel der Sierra de Guadarrama, die als Teil des Iberischen Scheidegebirges im Norden von Madrid liegt.

## Lage
Bola del Mundo liegt in der Sierra de Guadarrama und bildet die Grenze zwischen den Regionen Madrid und Kastilien und León. Die spanische Hauptstadt liegt rund 70 Kilometer südlich des Gipfels. Auf den Nordhängen des Berges befindet sich das Wintersportgebiet Valdesquí. Unweit des Gipfels verlaufen mit dem Puerto de Navacerrada und Puerto de Cotos zwei bekannte Passstraßen, wobei von Ersterem eine schmale Straße auf den Gipfel führt.

## Radsport
Zu größerer Bekanntheit kam Bola del Mundo durch die Vuelta a España, die im Jahr 2010 erstmals eine Bergankunft auf dem Gipfel veranstaltete. Als Ausgangspunkt der Steigung dient der 1858 Meter hohe Puerto de Navacerrada, ehe die letzten 3,2 Kilometer mit rund 12,5 % im Schnitt auf einer schmalen, teils schlecht präparierten Nebenstraße absolviert werden. Dabei müssen mehrere Kehren durchfahren werden, die maximale Steigungsprozente jenseits der 20 %-Marke aufweisen.
Im Jahr 2010 wurde die Bergankunft von Bola del Mundo am vorletzten Etappentag ausgetragen, womit sie über den Ausgang der Rundfahrt entschied. Im Vorfeld der Etappe lag der Italiener Vincenzo Nibali 41 Sekunden vor dem Spanier Ezequiel Mosquera. Die Strecke führte zunächst über mehrere Anstieg der Sierra de Guadarrama, ehe der Puerto de Navacerrada aus südlicher Richtung in Kombination mit dem Steilstück nach Bola del Mundo befahren wurde. Der Schlussanstieg war somit insgesamt rund 18 Kilometer lang. Bereits in der Auffahrt des Puerto de Navacerrada setzten sich die beiden Spitzenreiter von den restlichen Fahrern ab, ehe Vincenzo Nibali zu Beginn der schmalen Rampen das Hinterrad von Ezequiel Mosquera verlor. Der Gesamtführende verlor zwischenzeitlich fast 20 Sekunden, konnte die Lücke kurz vor dem Ziel jedoch noch einmal schließen. Ezequiel Mosquera, der später wegen Dopings disqualifiziert wurde, gewann zwar die Etappe, musste sich in der Gesamtwertung jedoch mit Rang zwei begnügen.
Nach zwei Jahren kehrte die Vuelta a España im Jahr 2012 auf den Bola del Mundo zurück, wobei der Anstieg erneut als letzte Bergankunft vor den Toren von Madrid diente. Während Denis Menschov die Etappe aus der Ausreißergruppe vor dem Australier Richie Porte gewann, kam es dahinter zum Dreikampf zwischen den Spaniern Alberto Contador, Alejandro Valverde und Joaquim Rodríguez. Letzterer erwies sich dabei als stärkster Fahrer und fuhr auf den letzten 1500 Metern einen Vorsprung von 45 Sekunden auf Alberto Contador heraus, der das Rote Trikot verteidigte und tags drauf seine zweite Vuelta a España gewann.
Im Jahr 2025 soll Bola del Mundo zum dritten Mal als abschließende Bergankunft der Spanien-Rundfahrt dienen. Mit einer Höhe von 2265 Metern stellt der Anstieg der Categoria especial zudem den höchsten Punkt der 80. Austragung dar. Die Auffahrt erfolgt erneut über die Südseite des Puerto de Navacerrada.
| Jahr | Etappe     | Bergwertung   | Fahrer            |
| ---- | ---------- | ------------- | ----------------- |
| 2010 | 20. Etappe | ESP Kategorie | Ezequiel Mosquera |
| 2012 | 20. Etappe | ESP Kategorie | Denis Menschov    |
| 2025 | 20. Etappe | ESP Kategorie |                   |